# Megaselia crosskeyi
Megaselia crosskeyi är en tvåvingeart som beskrevs av Rudolf Beyer 1965. Megaselia crosskeyi ingår i släktet Megaselia och familjen puckelflugor. Inga underarter finns listade i Catalogue of Life.